# Eno Transportation Foundation
Die Eno Transportation Foundation ist eine 1921 von William Phelps Eno gegründete gemeinnützige Stiftung in den USA zur Erhöhung der Sicherheit im Straßenverkehr. Ihr ursprünglicher Name lautete Eno Foundation for Highway Traffic Control. Aktuell befasst sich die Stiftung auch mit dem Luft- und Seeverkehr, dem Eisenbahnwesen und Problemen des intermodalen Transports. Die Stiftung bietet einschlägige Kurse und Publikationen an. Ihr Sitz ist in Washington, D.C.
Gemäß ihrem Mission Statement setzt sich die Stiftung für eine kontinuierliche Verbesserung des Transportwesens und für die Erhöhung von Mobilität, Sicherheit und Nachhaltigkeit im Verkehr ein. In diesem Sinn spricht sie sich auch (in einer Pressemitteilung vom 3. Mai 2011) für eine Verstärkung der Rolle des öffentlichen Verkehrs, für die Sanierung der existierenden Verkehrsinfrastruktur prioritär gegenüber Neubauten und für Benutzergebühren auf Autobahnen aus.
Die Stiftung hat in etwa 20 Jahren über 3.000 Verkehrsfachleute in Kursen aus- und weitergebildet.